# Kinu (croiseur)
Pour les articles homonymes, voir Kinu.
Le Kinu (鬼怒) était un croiseur léger de classe Nagara en service dans la Marine impériale japonaise. Le navire est baptisé sous le nom de la rivière Kinu, située dans la préfecture de Tochigi, au Japon. Pendant la Seconde Guerre mondiale, il participe à de nombreuses opérations en Malaisie, dans les Indes néerlandaises et en Nouvelle-Guinée avant d'être coulé par l'aviation américaine dans les Philippines en 1944.

## Historique

### Début de carrière
Le Kinu est achevé le 10 novembre 1922 aux chantiers Kawasaki Shipbuilding Corporation de Kobe. Il est brièvement commandé par le capitaine Koshirō Oikawa de décembre 1923 à janvier 1924. Un an après sa mise en service, il retourne en cale sèche pour remplacer ses quatre turbines à engrenages défaillantes. Les travaux de réparation débutent en mai 1924. De 1934 à 1935, il sert en tant que navire-école. Il est sous le commandement du capitaine Shigeyoshi Miwa (en) de novembre 1935 à décembre 1936. Lorsque la seconde guerre sino-japonaise commence à s'intensifier, il soutient les débarquements des troupes japonaises en Chine centrale et du sud, tout en patrouillant au large des côtes de 1937 à 1938.
Le 20 novembre 1941, il devient navire amiral de la SubRon 4 du contre-amiral Setsuzo Yoshitomi, basé à Iwakuni. Depuis Hainan, il couvre le débarquement des forces japonaises lors de l'invasion de Malaisie au moment de l'attaque sur Pearl Harbor.

### Invasion de la Malaisie et des Indes orientales néerlandaises
Le 13 décembre 1941, le Kinu quitte la baie de Cam Ranh avec les Chōkai, Mogami, Mikuma, Hatsuyuki et Shirayuki pour couvrir l'invasion de Kuantan, en Malaisie. Du 17 au 24 décembre 1941, ils couvrent les débarquements à Brunei, Miri, Seria, Lutong (en) et Kuching. Les 2 500 hommes du « détachement Kawaguchi » et de la « force navale spéciale de débarquement » Yokosuka n°2 capturent rapidement l'aérodrome et les champs de pétrole de Miri. L'opération achevée, le Kinu retourne à sa base dans la baie de Cam Ranh en Indochine.
De janvier à mars 1942, le Kinu continue à fournir une couverture pour les débarquements en Malaisie, Sarawak et Java. Le 1er mars 1942, son convoi est attaqué en mer de Java, à 90 milles (144,84096 km) à l'ouest de Surabaya, par dix Vickers Vildebeest et 15 avions australiens et néo-zélandais. Le Kinu est légèrement endommagé et les trois membres d'équipage sont tués par des éclats d'obus. Le lendemain, au nord de Surabaya, il est attaqué sans succès par quatre torpilles tirées du sous-marin USS S-38 (en).

### Campagne de Nouvelle-Guinée
Du 29 mars au 23 avril 1942, le Kinu est attribué à la force expéditionnaire « N » du contre-amiral Ruitaro Fujita pour l'invasion de la Nouvelle-Guinée, comprenant le transport d'hydravions Chitose, les destroyers Yukikaze et Tokitsukaze, les torpilleurs |Tomozuru, Hatsukari, des navires de transport et de débarquement. En mai, il retourne à l'arsenal naval de Kure pour une refonte. Après ses maintenances, le navire patrouille en mer de Java de juin à septembre.
Le 13 septembre 1942, le Kinu transporte la 2e division d'infanterie à Batavia, dans les îles Salomon avec le croiseur léger Isuzu. Il débarque des troupes aux îles Shortland et Bougainville le 22 septembre 1942 puis patrouille en mer de Timor et au large des Indes orientales néerlandaises jusqu'en janvier 1943.
Le 21 janvier 1943, le Kinu porte assistance à son sister-ship Natori, endommagé par un bombardier B-24 Liberator de l'USAAF. Le Kinu l'escorte jusqu'à Singapour puis repart patrouiller au large de Makassar en juin.
Le 23 juin 1943, alors ancré à Makassar, le Kinu et les croiseurs Kuma, Ōi et Kitakami sont attaqués par dix-sept B-24 Liberator de du 319e Escadron/90e Bomb Group du Fifth Air Force. Le Kinu, légèrement endommagé, rentre au Japon pour des réaménagements et des modifications, arrivant à l'arsenal naval de Kure le 2 août 1943.
Les canons 140 mm no 5 et no 7 sont retirés, ainsi que sa catapulte et son derrick. Un affût double de canons 12,7 cm/40 Type 89 et un montage triple de canons 25 mm Type 96 sont ajoutés, portant le total à 10 canons de 25 mm. Un radar de recherche aérien type 21 est installé et des rails de lancement de charges de profondeur sont ajoutés à sa poupe. Les modifications s'achèvent le 14 octobre 1943. Le navire prend la mer pour Singapour avec des troupes et des approvisionnements. Il stationne ensuite à Singapour, Malacca, Penang ou Batavia jusqu'en janvier 1944.
Le 23 janvier 1944, il transporte des troupes de Singapour pour Port Blair (Andaman). Lors de retour pour Singapour, le Kinu remorque le Kitakami, endommagé par un sous-marin lors de la traversée. En avril, il patrouille dans l'ouest des Indes néerlandaises tout en escortant des convois entre Saipan via Palaos et Célèbes.
Le 27 mai 1944, les États-Unis lancent l'opération Horlicks avec pour objectif de reprendre Biak. Les Kinu, Aoba, Shikinami, Uranami et Shigure quittent Tarakan avec 2 300 hommes pour renforcer Biak. Après avoir été repéré par B-24, l'opération est annulée et les troupes sont débarquées à Sorong.
Le 6 juin 1944, alors à l'ancrage au large de Waigeo, en Nouvelle-Guinée, les Kinu et Aoba sont attaqués sans succès par des B-24 du 380e groupe du Fifth Air Force. Après une semaine, il retourne patrouiller dans l'ouest des Indes orientales hollandaises jusqu'à la fin du mois d'août.

### Opérations aux Philippines
Le 25 septembre 1944, au cours de l'opération Sho-I-Go visant à renforcer la défense des Philippines, les Kinu, Aoba et Uranami forment la 1re force d'incursion du vice-amiral Takeo Kurita. Le 11 octobre 1944, l'Aoba percute le Kinu lors d'un accident d'entraînement à Lingga. Les deux navires sont légèrement endommagés.
Le 21 octobre 1944, les deux navires rejoignent la force régionale de la zone Sud-Est, transportant 2 500 soldats du 41e régiment de Cagayan à Ormoc. Le convoi est repéré par le sous-marin USS Bream (en) le 23 octobre 1944. Le sous-marin tire six torpilles sur l'Aoba, dont l'une touche la salle des machines no 2. Le contre-amiral Sakonjo est transféré sur le Kinu, qui remorque l'Aoba à la base navale de Cavite (en) près de Manille. Le jour suivant, les Kinu et Uranami sont attaqués à la sortie de la base par des avions du Task Group 38.3 des porte-avions USS Essex et Lexington. Les deux navires ne sont que légèrement endommagés mais 47 membres d'équipage du Kinu et 25 membres d'équipage du Uranami sont tués dans l'attaque.
Le 25 octobre 1944, le Kinu arrive à Cagayan. Le lendemain, les deux navires sont attaqués par 75 à 80 avions en mer de Visayan par la Task Group 77.4. Ils sont également attaqués par des TBM Avenger du USS Natoma Bay et 12 Avengers et FM-2 Wildcat du USS Marcus Island. Le Kinu essuie des bombes d'un Avenger de l'USS Manila Bay qui tire également plusieurs roquettes sur l'Uranami, qui coule vers midi. À 11 h 30, il subit deux autres vagues de bombardiers. Une troisième bombe touche l'arrière de la salle des machines, provoquant un incendie qui devient incontrôlable. Les transporteurs japonais sauvent 813 hommes, dont le capitaine Kawasaki. À 17 h 30, le Kinu coule par l'arrière à 44 milles (70,811136 km) au sud-ouest de Masbate (Philippines). L'épave repose à 45 mètres de profondeur à la position 11° 45′ N, 123° 11′ E.
Le Kinu est rayé des listes le 20 décembre 1944.
Le 15 juillet 1945, des plongeurs de l'USS Chanticleer (en) explorent l'épave du Kinu, en grande partie intact. Les plongeurs récupèrent des documents classifiés et quatre machines de codage.